# ユークリッド・オイラーの定理
数学の整数論におけるユークリッド・オイラーの定理（ゆーくりっど・おいらーのていり、英: Euclid–Euler theorem）は、偶数の完全数、すなわち「自身を除く約数の総和が再び自身に等しい偶数」に関する特徴づけを述べた定理である。古代ギリシアのエウクレイデスが偶数が完全数になる十分条件を『原論』において与え、それから2000年の時を経てレオンハルト・オイラーがその条件が必要条件でもあること、したがって偶数が完全数であるための必要十分条件であることを証明した。定理の主張は次の通りである。
定理 ― 自然数 n について、メルセンヌ数 2n − 1 が素数であるとき、2n − 1(2n − 1) は偶数の完全数である。逆に、全ての偶数の完全数は、ある自然数 n によって 2n − 1(2n − 1) と表すことができ、このとき 2n − 1 は(メルセンヌ)素数である。
例えば、偶数 6 は自身を除く約数の和が 1 + 2 + 3 = 6 自身となる完全数である。これは n = 2 として 6 = 2 ⋅ 3 = 22 − 1(22 − 1) と表せる。ここで、3 = 22 − 1 は素数である。ユークリッド・オイラーの定理はこのような関係が常に成り立つという定理である。
なお、偶数の完全数が無数にあるかどうか（すなわちメルセンヌ素数が無数に存在するかどうか）は未解決問題である。また、奇数の完全数が存在するかどうかも未解決問題であり、仮に存在するとしても必ず101500より大きいことが示されている。

## 証明

### 約数関数
自然数 n について σ(n) で n の約数の総和を表すことにする。例えば σ(6) = 1 + 2 + 3 + 6 = 12である。これは約数関数と呼ばれるもので、ユークリッド・オイラーの定理の証明において重要な役割を果たす。約数関数は以下の性質を持つ。
- n が 1 であるとき、またそのときに限り、σ(n) = n である。
- n が完全数であるとき、またそのときに限り、σ(n) = 2n である。
- n が素数であるとき、またそのときに限り、σ(n) = n + 1 である。
- 乗法的関数である。すなわち、m と n が互いに素ならば、σ(mn) = σ(m) σ(n) である。

### ユークリッドの十分条件
2n − 1 が素数ならば偶数 N = 2n − 1(2n − 1) が完全数であることは、以下のように証明される。
1. 2n − 1 が素数となるとき n ≥ 2 であるから 2n − 1 ≥ 3 であり、2n − 1 と 2n − 1 は互いに素であるので、σ(N) = σ(2n − 1) σ(2n − 1) である。
2. σ(2n − 1) = 1 + 2 + 22 + ⋯ + 2n − 1 = 2n − 1  である。
3. 2n − 1 は素数なので σ(2n − 1) = (2n − 1) + 1 = 2n
4. 以上より、σ(N) = σ(2n − 1) σ(2n − 1) = (2n − 1) ⋅ 2n = 2N なので N = 2n − 1(2n − 1) は完全数である。

### オイラーの必要条件
偶数の完全数 N が素数 2n − 1 を用いて N = 2n − 1(2n − 1) と表せることは、以下のように証明される。
1. 偶数は素因数に 2 を含むので、ある自然数 n ≥ 2 と正の奇数 m を用いて N = 2n − 1m と表せる。
2. 2n − 1 と m は互いに素であるから σ(N) = σ(2n − 1) σ(m) = (2n − 1) σ(m) である。
3. また、N は完全数であるので σ(N) = 2N である。
4. 2.と3.より σ(N) = 2N = (2n − 1) σ(m) である。
5. 4. を変形して σ(m) = 2N/2n − 1 = 2nm/2n − 1 = m + m/2n − 1 となる。
6. m も σ(m) も自然数なので、d = m/2n − 1 は自然数であって、しかも m を自然数 2n − 1 で割って得られるので m の約数でもある。
7. 1 が必ず m の約数であるから、仮に d ≠ 1 とすると σ(m) ≥ m + d + 1 > m + d となって5.に矛盾する。そのため d = 1 である。
8. d = 1 であるので、5.より σ(m) = m + 1 であり、m = 2n − 1 は素数であって、N = 2n − 1(2n − 1) が成り立つ。